# Polnische Literatur

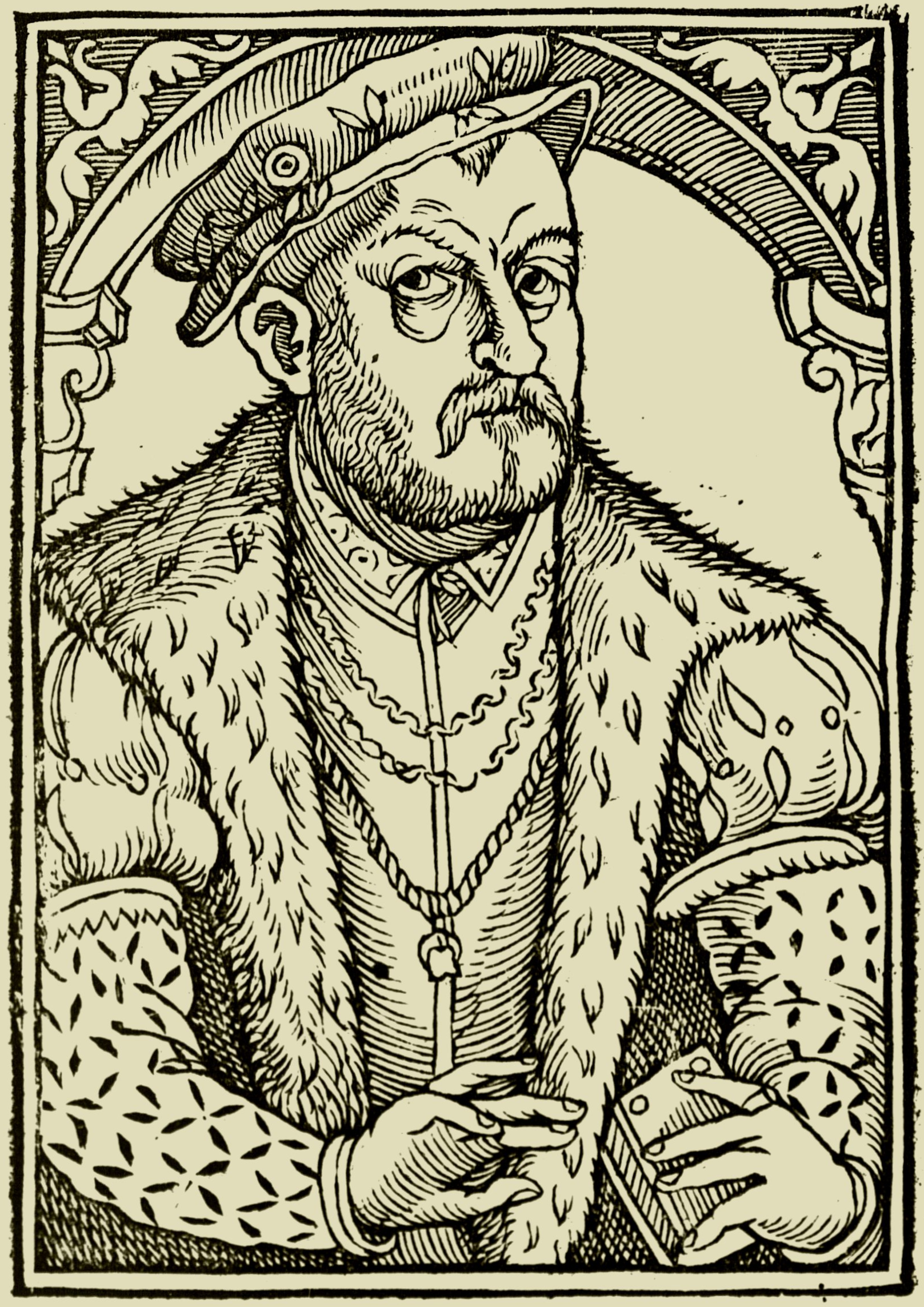
Mikołaj Rej

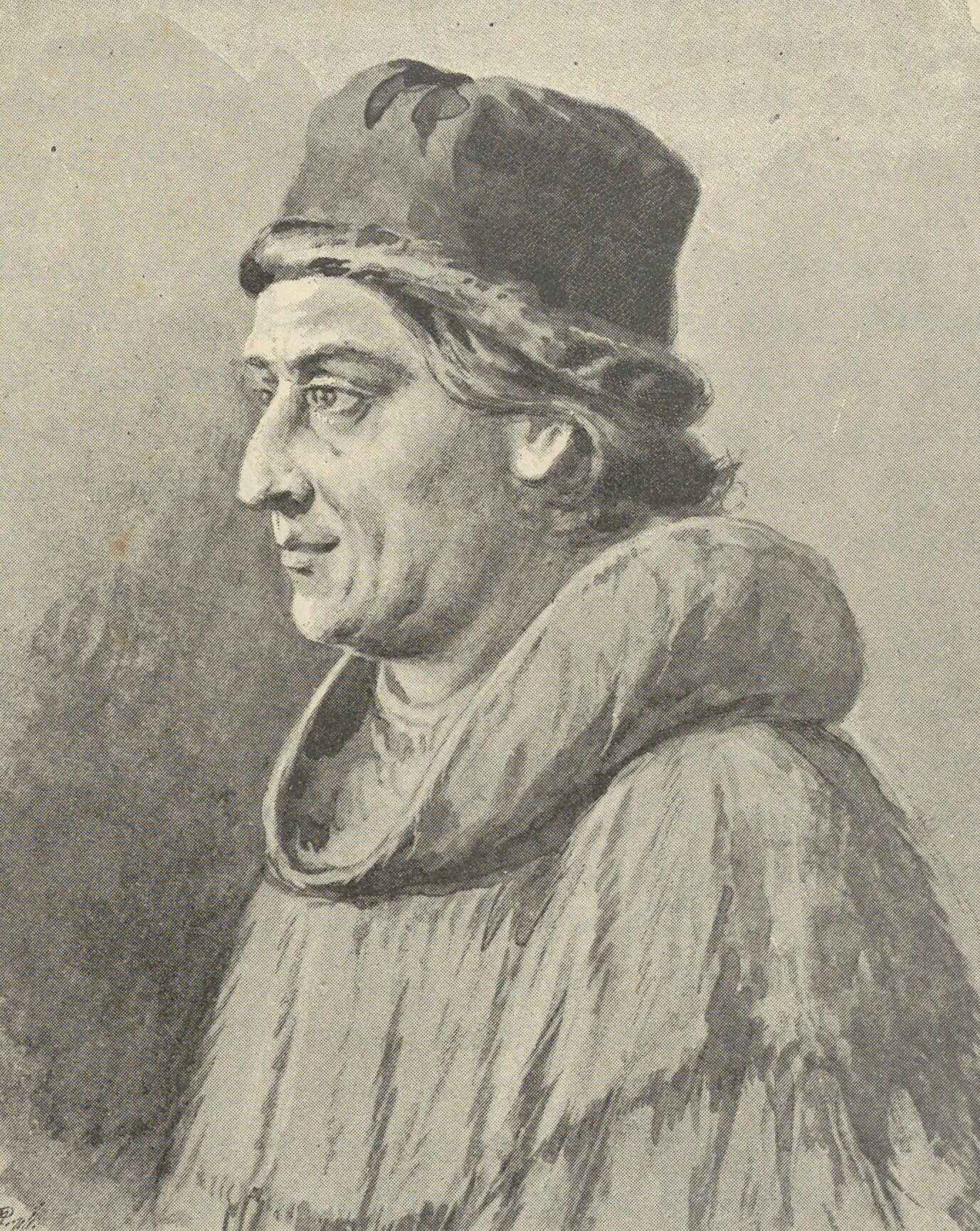
Jan Długosz

Ignacy Krasicki

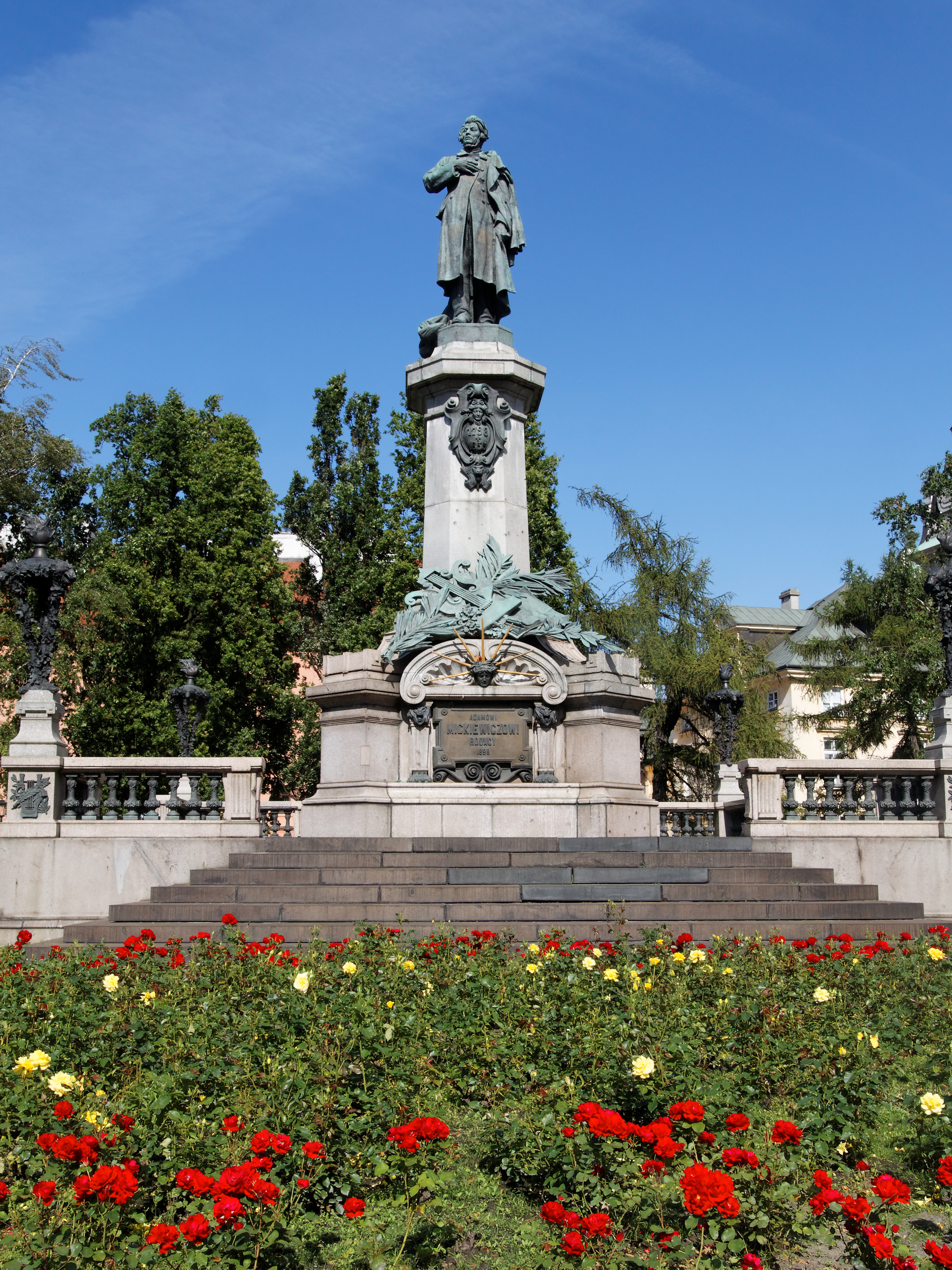
Adam-Mickiewicz-Denkmal in Warschau

Der Begriff polnische Literatur umfasst ca. 1000 Jahre Schrifttum. Bereits im 12. Jahrhundert entstanden die ersten lateinischen Chroniken des polnischen Mittelalters, ferner Heiligenviten, anonyme Gedichte und Lieder, welche aber selten niedergeschrieben wurden.
Als Vater der polnischen Literatur gilt der Dichter und Erzähler Mikołaj Rej, der im 16. Jahrhundert lebte und der erste war, der seine Texte auf Polnisch verfasste. Mit seinen Worten A niechaj narodowie wżdy postronni znają, iż Polacy nie gęsi, iż swój język mają (auf Deutsch ungefähr: Mögen die Nationen der Welt wissen, dass Polen keine Gänse sind, dass sie ihre eigene Sprache haben) wollte er einerseits das Interesse der Polen an der eigenen Sprache wecken, andererseits zeigen, dass man in Polen nicht auf Latein zu schreiben braucht. Bis dahin war fast ausschließlich Latein als amtliche Schriftsprache in Gebrauch.

## Älteste Denkmäler, Mittelalter
Die ältesten bekannten Schriften sind Heiligenviten und sog. Roczniki, anfänglich kurze, später längere Jahreschroniken oder Notizen (anfänglich als Marginalie auf dem Seitenrand eines Buches, später als eigenes Buch, in dem man wichtige Ereignisse unter Angabe des Jahres notierte). Als das älteste Dokument Polens (obgleich es Polen nicht erwähnt) gilt das in lateinischer Sprache verfasste Regest Dagome Iudex aus dem 11. Jahrhundert, das einen gewissen Dagome iudex und eine Ote senatrix sowie deren Söhne nennt. Einer der Interpretationen des Textes zufolge sind damit Herzog Mieszko I. und dessen zweite Ehefrau Oda von Haldensleben gemeint.
Die Chronik des Gallus Anonymus (poln. Gall Anonim), welche wahrscheinlich im zweiten Jahrzehnt des 12. Jahrhunderts entstand, ist das erste große und bedeutende Werk der Literatur Polens. Sie verfolgt auf Latein – detailliert, wenn auch nicht vollständig – Ereignisse im Leben des Königs Bolesław III. Schiefmund und schickt sich an, Entstehung und Geschichte Polens zu beschreiben. Andere wichtige Chroniken stammen von Wincenty Kadłubek (13. Jahrhundert), Janko z Czarnkowa (14. Jahrhundert), Jan Długosz (15. Jahrhundert) und Johannes a Lasco sowie die Heiligkreuz-Jahrbücher als auch die Adelsprivilegien (siehe Verfassungsgeschichte der Adelsrepublik) und religiöse Texte der Heilig-Kreuz-Predigten (die ältesten Schriftstücke auf Polnisch), die Bibel der Königin Zofia (erste Bibelübersetzung ins Polnische), der Puławy-Psalter und der Davids-Psalter.
Für die Entwicklung der Schriftkultur sind besonders die Texte der Kirche wichtig. Die ersten Worte in (teilweise) polnischer Sprache befinden sich im Heinrichauer Gründungsbuch im Kloster Heinrichau, welche 1270 aufgezeichnet wurden. Das erste bekannte polnische kirchliche Lied und gleichzeitig der älteste polnische lyrische Text ist die Bogurodzica (Gottesmutter), die wohl im 13. Jahrhundert entstand. Laut Tradition wurde das Lied vor der Schlacht bei Tannenberg vom polnischen Heer gesungen. Die überlieferten Abschriften stammen wahrscheinlich vom Anfang des 15. Jahrhunderts, das Lied wurde erstmals 1506 gedruckt. Ein weiterer wichtiger lyrischer Text ist Rozmowa Mistrza Polikarpa ze Śmiercią (Meister Polikarps Gespräch mit dem Tode), welcher von einer Handschrift aus den 1460er Jahren bekannt ist. Es ist das längste bekannte mittelalterliche Gedicht in polnischer Sprache. Der unvollständig überlieferte Text hat 498 Zeilen.
1488 wurde die welterste Dichterbruderschaft Sodalitas litteraria Vistulana (Nadwiślańskie Bractwo Literackie) von dem Deutschen Conrad Celtis und dem Italiener Kallimachus an der Universität in Krakau gegründet, wo sich bereits die von Kasper Straube eingerichtete erste Druckerei in Polen befand.

## Renaissance
Die Ursprünge der polnischen Literatur in der Volkssprache liegen in der 2. Hälfte des 15. Jahrhunderts. Erst im 16. Jahrhundert jedoch wirkten Dichter, die man mit Namen kennt. Sie gehen in ihren Werken über religiöse Themen hinaus und beschäftigen sich mit dem irdischen Leben, Alltag, Politik und Satire.
Als die beiden wichtigsten Autoren gelten Mikołaj Rej und Jan Kochanowski. Beide entstammten dem Adel. Rej (1505–1569), der Vater der polnischen Literatur genannt wird, war im Wesentlichen Autodidakt. Literarisch arbeitete er viel, schnell und ohne an seinen Schriften nachträglich zu feilen. Er hat Dramen (Żywot Józefa, deutsch Leben des Josef), Dialoge (Krótka rozprawa między trzema osobami, Panem, Wójtem a Plebanem), satirische Lyrik (Źwierzyniec, Figliki), moralische Prosa (Żywot człowieka poczciwego) sowie Texte religiösen Inhalts für den Hausgebrauch verfasst.
Jan Kochanowski (1530–1584) dagegen erwarb eine umfassende Bildung durch Studien an der Krakauer Akademie, später auch in Königsberg und Padua. Sein Schaffen ist gepflegt und sehr vielseitig, die Sprache ist reif und bunt. Er war auch politisch tätig. Zu seinen wichtigsten Werken gehören das Drama Odprawa posłów greckich (deutsch Die Abfertigung der griechischen Gesandten) sowie die kurzen lyrischen, satirischen Gedichte Fraszki (über 300 verschiedensten Inhalts, didaktisch, über das höfische Leben, Menschen usw.), die Treny (Sammlung von Trauergedichten, geschrieben nach dem Tode seiner Tochter) und seine vielen Lieder religiösen, geschichtlichen, philosophischen, alltäglichen Inhalts.
Gleichzeitig galt Klemens Janicki als talentiertester lateinischschreibender Poet der Renaissance in Europa.
Andere wichtige literarische Gestalten dieser Zeit waren: Andrzej Frycz Modrzewski (1503–1572), ein politisch aktiver Schriftsteller, der fortschreitende Reformen einforderte; Szymon Szymonowic (1558–1629), der lebensfrohe Bukolika (Sielanki, deutsch Idyllen) sowie kurze lyrische Formen wie Epigramme oder Oden verfasste; Piotr Skarga (1536–1612), der Leben der Heiligen beschrieb, ein starker Verteidiger des Katholizismus war und politische Reformen des Staates befürwortete. Sonstige Autoren waren Biernat z Lublina (1465–1529), der Adaptationen der Fabeln Äsops schuf, Łukasz Górnicki (1527–1603), der den an Castiglione geschulten Dialogtraktat Dworzanin polski (Der polnische Edelmann) verfasste und dessen Lyrik hohen Wert besitzt, sowie Andrzej Krzycki, Mikołaj Hussowski und Johannes Dantiscus.
Mikołaj Sęp Szarzyński (ca. 1550 – ca. 1581) gilt als abschließender Dichter der polnischen Renaissance und Vorläufer des Barock. Er verfasste lyrische Sonette und Elegien von hoher Eindringlichkeit, seine Themen sind Vergänglichkeit, Tod und Sünde. Man vermutet, dass ein großer Teil seines Schaffens verloren ging.

## Barock
Die bedeutendste poetische Schöpfung der Barockzeit ist das Heldengedicht Wojna Chocimska von Wacław Potocki (1622–1693), welches den glänzenden Sieg der Polen bei Chotyn über die Türken (1621) behandelt und sich durch lyrischen Schwung und vorzügliche Schilderung einzelner Szenen auszeichnet. Im 17. Jahrhundert entstanden weiterhin die antiklerikalen, oft erotischen Verse von Jan Andrzej Morsztyn, weltliche Poesie von Daniel Naborowski, andererseits streng katholische Gedichte von Wespazjan Kochowski. Von großer Bedeutung war auch die Prosa. Zu den bekanntesten Memoiren gehören diejenigen von Jan Chryzostom Pasek und Krzysztof Stanisław Zawisza (1666–1721). Nicht ohne Bedeutung war die Epistolographie. Die Briefe bildeten ausgedehnte, inhaltsvolle Reihen, z. B. Briefe von König Jan III. Sobieski an seine Gattin Maria. In der spätbarocken Zeit, schon im 18. Jahrhundert, entstand die erste polnische Quasi-Enzyklopädie von Benedykt Chmielowski, oft als Zeichen der intellektuellen Stagnation erwähnt. Stanisław Morsztyn übersetzte die Andromache von Racine und schrieb Elegien, die zum französischen Klassizismus überleiteten; auch Zbigniew Morsztyn erweist sich in seinen Gedichten als Meister anmutiger Diktion.

## Aufklärung
Die Aufklärung brachte vor allem politische Literaten, die mit den Reformen König Poniatowskis verbunden waren. Ignacy Krasicki (1735–1801) und Adam Naruszewicz (1773–1796) schrieben Satiren, in denen sie den Sittenverfall und die Bildungsfeindlichkeit des Landes anprangerten. Viele engagierten sich für die Verfassung vom 3. Mai 1791. Insbesondere Ignacy Krasicki (1735–1801), Adam Naruszewicz (1733–1796), Wojciech Bogusławski, Franciszek Bohomolec, Franciszek Salezy Jezierski, Franciszek Karpiński, Franciszek Dionizy Kniaźnin, Hugo Kołłątaj, Stanisław Konarski, Julian Ursyn Niemcewicz, Stanisław Staszic, Stanisław Trembecki und Franciszek Zabłocki sind hier zu nennen.

## Polnische Romantik

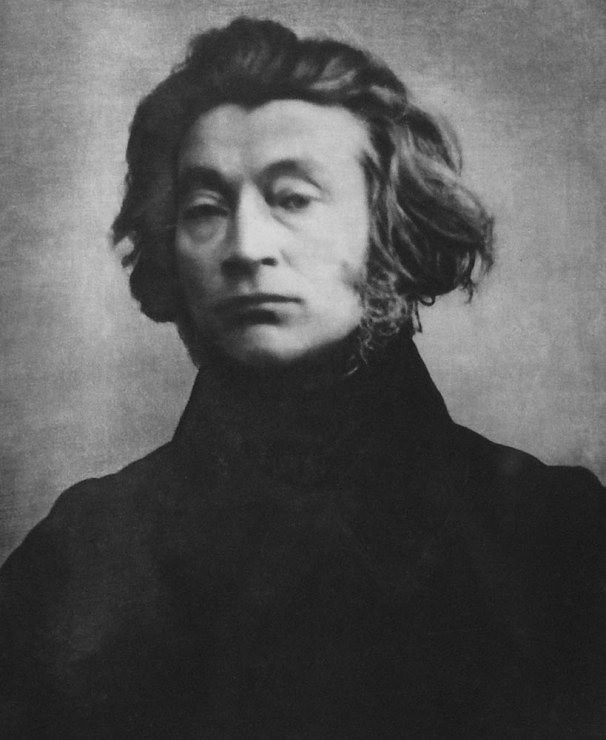
Adam Mickiewicz, einer der größten unter den polnischen „Dichterfürsten“

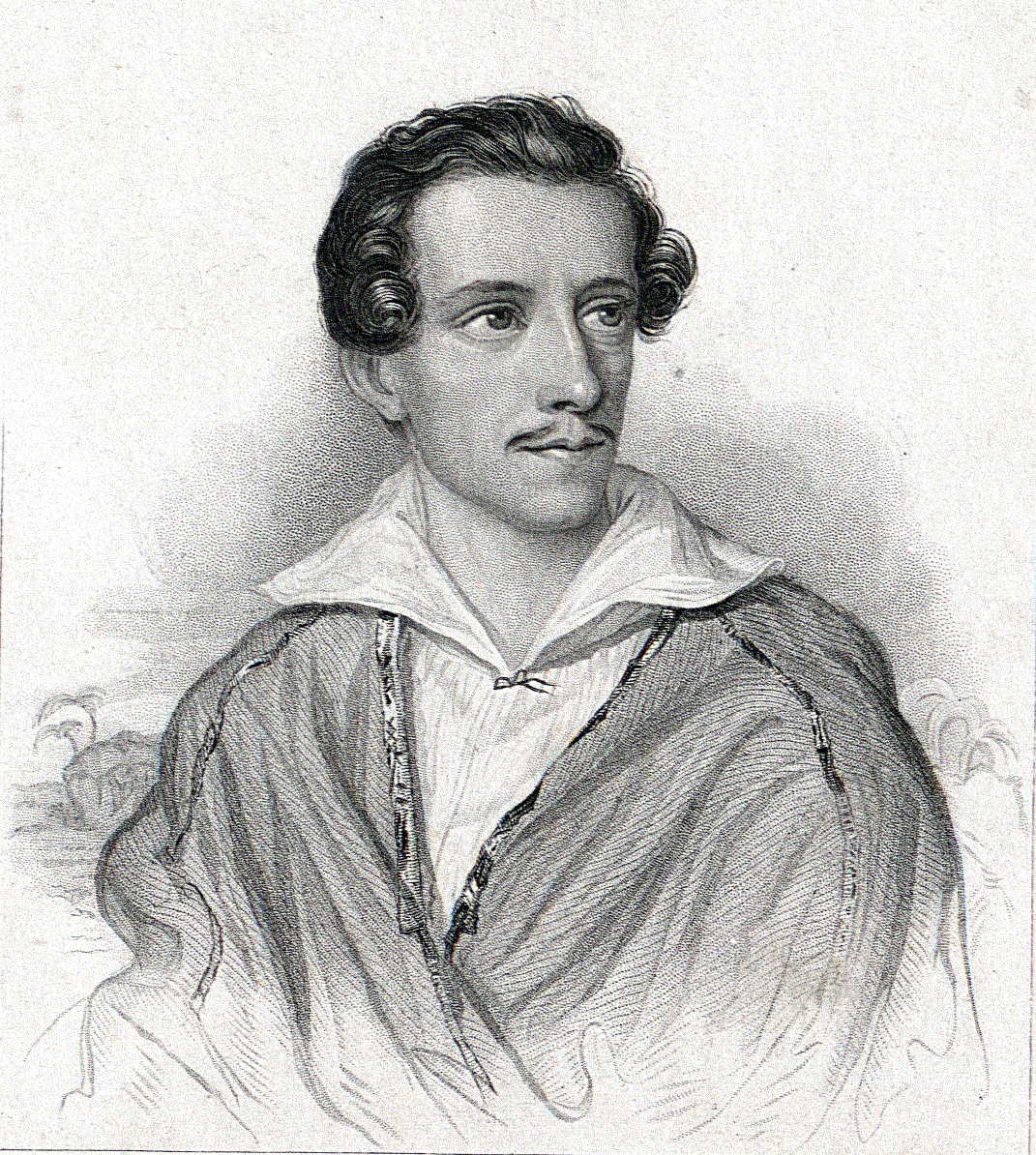
Juliusz Słowacki

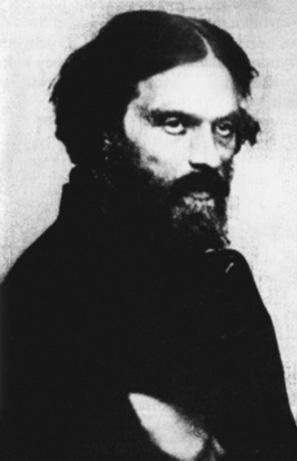
Cyprian Kamil Norwid

1772, 1793 und 1795 fanden die drei Teilungen Polens statt. Der polnische Staat wurde unter den Nachbarmächten Russland, Preußen und Österreich aufgeteilt, bis er schließlich für 123 Jahre ganz aufgelöst wurde.
Nach der letzten Teilung Polens entstanden zwei gegensätzlich poetische Richtungen, die Klassik und die Romantik.
Wegen der politischen Lage nahmen die Werke der Polnischen Romantik – stark befördert von dem romantischen Historiker und Freiheitskämpfer Joachim Lelewel (1786–1861) – zunehmend messianische Züge an. Die Überzeugung von der geschichtlichen Bestimmung des eigenen Volkes führte zur verstärkten Beschäftigung mit der Geschichtsphilosophie. 
Die Drei Barden der Polnischen Romantik Juliusz Słowacki (1809–1849), Adam Mickiewicz (1798–1855) und Zygmunt Krasiński (1812–1859) schrieben vom Exil aus, in das sie nach dem zerschlagenen Novemberaufstand geflüchtet waren. Auch die Romanautorin und Moralpädagogin Klementyna Hoffmanowa ging ins Exil. Der Komödienautor Aleksander Fredro übte versteckte Kritik gegen die österreichisch-ungarische Herrschaft. Weitere namhafte Vertreter der Polnischen Romantik sind Narcyza Żmichowska (1819–1876) und Cyprian Kamil Norwid (1821–1883), der oft auch als Vierter Barde bezeichnet wurde. Nicht unerwähnt bleiben dürfen der Schöpfer des polnischen „Faust“ Pan Twardowski, Józef Ignacy Kraszewski, der Sammler polnischer Volkslieder Wincenty Pol, der gegenüber Russland loyale Romancier Henryk Rzewuski, der romantische Lyriker Kornel Ujejski und die durch ihre moralphilosophisch-religiösen Schriften bekannte Eleonora Ziemięcka.
Mit Beniowski (Słowacki) und Pan Tadeusz (Mickiewicz) wurde das Versepos zu einer der beliebtesten Gattungen. Viele Literaturkritiker sehen in der Polnischen Romantik die Epoche, die den polnischen Nationalgeist am meisten beeinflusst hat und am meisten auf die anderen Richtungen einwirkte. Freilich beschränkte sich die Wahl der Themen auf die Probleme der Szlachta und die sog. Polnische Frage; das Leben der Bauern fand kaum je Berücksichtigung im literarischen Schaffen. Klaus Staemmler, ein guter Kenner der polnischen Literatur, berichtet über ein in Polen verbreitetes Bonmot, wonach in anderen Ländern Bücher „Über den Elefanten“ geschrieben werden, in Polen jedoch „Über den Elefanten und die polnische Frage“.

## Realismus
Nach der Ernüchterung der Niederlage von 1864 kam die Zeit des Positivismus, die sich von der Dichtung zur Prosa wandte, insbesondere dem realistischen Roman. Ihre wichtigsten Vertreter waren Eliza Orzeszkowa, Bolesław Prus, Maria Konopnicka, Adolf Dygasiński, Wiktor Gomulicki, Maria Rodziewiczówna, Henryk Sienkiewicz, Gabriela Zapolska, Stefan Żeromski und Adam Asnyk.
An der Entwicklung des historischen Romans beteiligten sich Józef Ignacy Kraszewski (1812–1887) sowie Henryk Sienkiewicz (1846–1916) mit seinem populären Werk Quo Vadis. Der realistische Roman feierte seinen Höhepunkt u. a. mit Henryk Sienkiewicz' Trilogie; Ogniem i mieczem (Mit Feuer und Schwert), Potop (Sintflut) und Pan Wołodyjowski (Herr Wołodyjowski), mit Bolesław Prus' (1847–1912) Lalka (Die Puppe) und mit Eliza Orzeszkowas (1814–1910) Nad Niemnem (An der Memel).

## Moderne

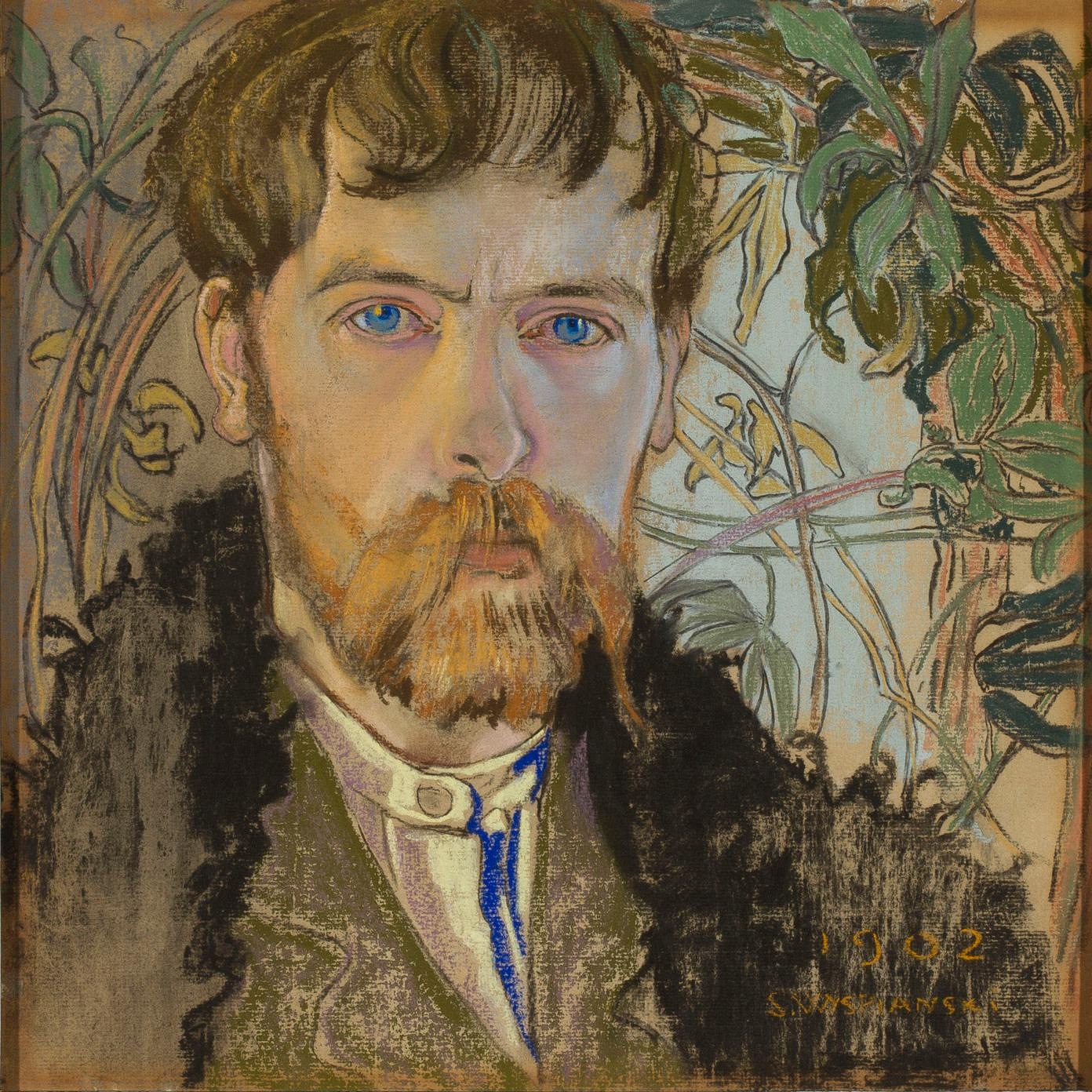
Stanisław Wyspiański

Die literarische Moderne setzte bei den Polen um 1891 ein. In ihrem Rahmen wurden ästhetische und philosophische Anliegen behandelt. Jan Kasprowicz (1860–1926), Stanisław Wyspiański, Stefan Żeromski (1864–1925) und Władysław Reymont (1867–1925) gehörten zu der Vereinigung der sog. Młoda Polska (Junges Polen). Ihr Schaffen wurzelt in der Tradition des europäischen Symbolismus und des Gesellschaftsromans. Das Junge Polen zeichnete sich durch eine dem Symbolismus folgende Mystifizierung der Wirklichkeit aus. Reymonts Hauptwerk, der Roman Die Bauern, für den sein Autor 1924 als zweiter Pole mit dem Literaturnobelpreis ausgezeichnet wurde, wird allerdings noch dem Realismus zugerechnet.
Zu den wichtigsten Dichtern dieser Epoche gehörten auch Jan Kasprowicz, Kazimierz Przerwa-Tetmajer, Mieczysława Przybylska-Łuczyńska, Stanisław Przybyszewski und Leopold Staff.

## Zwischenkriegszeit
Das 1918 wiedererstandene Polen war ein kulturell relativ homogener Staat, in dem Dichter und Schriftsteller, die im 19. Jahrhundert die Muttersprache gepflegt hatten, ein hohes Ansehen genossen. Warschau wurde eindeutig zum intellektuellen Mittelpunkt des Landes. Dennoch zeigte die polnische Literatur in der Zwischenkriegszeit kein einheitliches Gesicht. So wirkten in Polen eine Reihe von hervorragenden Literaten, die mit verschiedenen Richtungen von der Neuromantik über den Modernismus bis zur Avantgarde experimentierten und verschiedene Dichtervereinigungen (Skamander, Zielony Balonik etc.) bildeten. Zu diesen gehörten Jan Brzechwa, Zofia Charszewska, Józef Czechowicz, Bruno Jasieński, Jarosław Iwaszkiewicz, Maria Kuncewiczowa, Bolesław Leśmian, Kornel Makuszyński, Czesław Miłosz, Stanisław Młodożeniec, Maria Pawlikowska-Jasnorzewska, Andrzej Strug, Julian Tuwim, Stanisław Ignacy Witkiewicz und Aleksander Wat. Der 1941 von ukrainischen Nationalisten ermordete Tadeusz Boy-Żeleński machte durch seine Übersetzungen das französische Theaterschaffen in Polen bekannt. 
Für die Authentizität der Literatur als Ausdruck der erlebten Wirklichkeit setzten sich Zofia Nałkowska (1884–1954), Maria Dąbrowska (1889–1965) und Bruno Schulz (1892–1942) ein. Schulz wie sein jüngerer Kollege Witold Gombrowicz (1904–1969) waren Meister der Groteske, Phantastik und des Humors.
Von 1933 bis 1939 bestand in Warschau die Polnische Literaturakademie.

## Polnische Literatur während des Zweiten Weltkrieges
Während des Zweiten Weltkrieges war die nachträglich so benannte Generation der Kolumbusse Jahrgang 20 literarisch aktiv: Krzysztof Kamil Baczyński, Tadeusz Borowski und Tadeusz Gajcy, die alle sehr jung starben und diese Vorahnung in ihren Gedichten thematisierten.

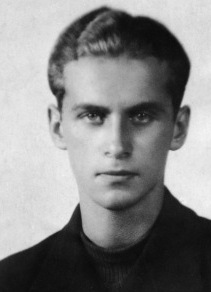
Krzysztof Kamil Baczyński

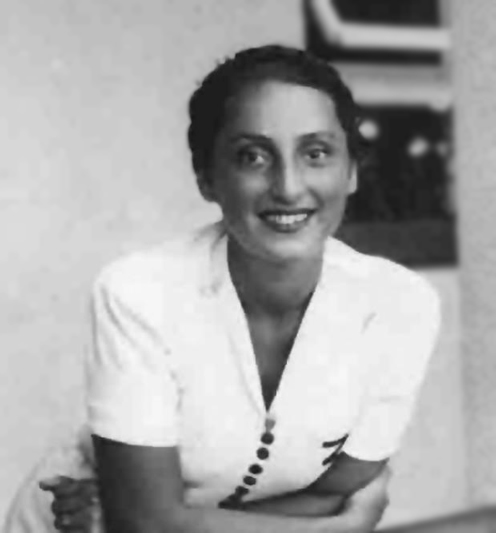
Zuzanna Ginczanka

In Untergrunddruckereien wurden während des Krieges über 1000 Werke veröffentlicht. Die literarische Diskussion wurde im Untergrund fortgesetzt; an ihr nahmen viele prominente Autoren teil. Hierzu gehörten unter anderem: Krzysztof Kamil Baczyński, Lesław Bartelski, Tadeusz Borowski, Tadeusz Boy-Żeleński, Maria Dąbrowska, Tadeusz Gajcy, Zuzanna Ginczanka, Jarosław Iwaszkiewicz, der spätere Nobelpreisträger Czesław Miłosz, Zofia Nałkowska, Jan Parandowski, Leopold Staff, Kazimierz Wyka, Jerzy Zawieyski und Jerzy Andrzejewski. Die Autoren schrieben über die schlechten Bedingungen in den Kriegsgefangenenlagern (Konstanty Ildefons Gałczyński, Stefan Flukowski, Leon Kruczkowski, Andrzej Nowicki und Marian Piechal), in den Ghettos und den Konzentrationslagern (Jan Maria Gisges, Halina Gołczowa, Zofia Romanowiczowa, Tadeusz Hołuj, Kazimierz Andrzej Jaworski sowie Marian Kubicki). Viele Autoren erlebten das Ende des Krieges nicht, zu ihnen gehören Krzysztof Kamil Baczyński, Wacław Berent, Tadeusz Gajcy, Zuzanna Ginczanka, Juliusz Kaden-Bandrowski, Stefan Kiedrzyński, Janusz Korczak, Halina Krahelska, Tadeusz Hollender, Witold Hulewicz, Ferdynand Antoni Ossendowski, Włodzimierz Pietrzak, Leon Pomirowski, Kazimierz Przerwa-Tetmajer und Bruno Schulz.

## Nachkriegszeit
Die polnische Nachkriegsliteratur ist sehr mannigfaltig. Zunächst war ein Hauptthema die Verarbeitung des Zweiten Weltkrieges; es dominierte länger als anderswo in Europa das literarische Schaffen, da viele Autoren selbst aktiv im Widerstand gekämpft oder im KZ eingesessen hatten, so u. a. Kornel Filipowicz, Zofia Posmysz und der bekannte Lyriker und Dramatiker Tadeusz Różewicz. Unter den begabtesten Vertretern dieser Schriftstellergeneration ist der früh freiwillig aus dem Leben geschiedene Tadeusz Borowski (1922–1951) zu nennen, der nach dem Krieg mit seinen ersten literarischen Arbeiten hervortrat. Diese standen unter dem Eindruck der Gräueltaten der deutschen Besatzung und ihrer Konzentrationslager. 
Aufgrund der politischen Situation, die unzensiertes Publizieren im Lande unmöglich machte, konnten viele Schriftsteller ihre Arbeit nach dem Zweiten Weltkrieg nur im Exil fortsetzen. Die Werke von Witold Gombrowicz, Henryk Grynberg, Józef Mackiewicz, Czesław Miłosz, Marek Hłasko, Sławomir Mrożek und Leszek Kołakowski erschienen im Erstdruck in der Pariser Zeitschrift der polnischen Emigration Kultura. Die Umstrittensten von ihnen durften erst in der 2. Hälfte der 80er Jahre in Polen erscheinen.
1956 wurde von Władysław Gomułka auf dem VIII. Plenum der Polnischen Arbeiterpartei eine allgemeine und kulturpolitische Liberalisierung eingeleitet. Viele politische Häftlinge wurden amnestiert. Die „Kleinen Realisten“ der Generation Gegenwart, so genannt nach der Zeitschrift Współczesność (1956–1971), wandten sich in der Folge verstärkt der polnischen Gegenwart zu: so etwa den krassen Generationsgegensätzen und dem Wandel der dörflichen Welt. Dieser Realismus trug auch absurde, zynische oder surreale Züge. Er ist auch als Reaktion auf die schweren Lebensbedingungen der Zeit zu verstehen.
Im Zeichen dieses Pessimismus, teils auch Nihilismus, Zynismus und der Skepsis stehen Werke von Jerzy Andrzejewski, Jarosław Iwaszkiewicz („Sława i chwała“ - „Ruhm und Ehre“, eine 1956–62 erschienene Trilogie über das Leben dreier Generationen in einer Zeit politischer Umwälzungen) und Marek Hłasko, dem polnischen James Dean (1934–1969), der 1958 ins Exil ging. Eine Gegenströmung belebte Märchen, Mythen und Archetypen des bäuerlichen Lebens literarisch neu. Sie wurde z. B. von Tadeusz Nowak vertreten und knüpft an den Roman Die Bauern des polnischen Nobelpreisträgers Reymont (1924) an.
Wichtige Vertreter der Nachkriegsliteratur sind auch die Lyriker Miron Białoszewski, Ernest Bryll, Zbigniew Herbert und Julian Przyboś. 
Stanisław Lem wurde mit seinen philosophisch-futurologisch angelegten Science-Fiction-Romanen zu einem der international erfolgreichsten Autoren polnischer Sprache („Die Astronauten“ 1951).
Nach den März-Unruhen 1968 in Polen, die sich an der Absetzung des Theaterstücks Totenfeier des polnischen Dichterfürsten Adam Mickiewicz entzündeten, wurde die Zensur verschärft; teilweise kam es zur Resignation der Kulturschaffenden.

## Die Zeit von 1970 bis 1989
Nachdem Edward Gierek zum Ersten Sekretär der polnischen Arbeiterpartei ernannt worden war, setzte erneut eine kulturpolitische Liberalisierung ein. Die Psychologie wurde komplexer, auch das Fortleben der totgesagten Religion wurde zum Thema. Die Satire wurde ein häufiger genutztes Genre.
Die Werke des in der heutigen Ukraine geborenen Prosa-, Theater- und Drehbuchautors Ireneusz Irediński behandeln Themen wie Verlust, Einsamkeit und Manipulation. In die 1970er und 1980er Jahre fallen auch die Schwerpunkte des Schaffens der Lyriker Ewa Lipska und Jan Twardowski und des Romanautors Andrzej Szczypiorski, der die Frage nach dem Zusammenleben des polnischen, deutschen und jüdischen Volks angesichts kollektiver Verbrechen im Namen der Nation oder der Religion aufwirft. Sein Roman Die schöne Frau Seidenman erschien zunächst in dem Pariser Exilverlag Instytut Literacki. Nach der Ausrufung des Kriegsrechts wurde Szczypiorski 1981/82 zeitweise interniert. Der Roman- und Theaterautor Remigiusz Napiórkowski („Wir aus Hiroshima“ 1972) ging 1983 nach Schweden.
Zu nennen sind ferner der hochgeehrte, aber wegen des Wahrheitsgehalts seiner Arbeiten umstrittene Journalist und Autor Ryszard Kapuściński, dessen Reiseberichte in 30 Sprachen übersetzt wurden, und der Buch-, Fernsehautor und für Radio Free Europe tätige Rundfunkjournalist Władysław Lech Terlecki, der seit 1966 mehrere historische Romane über die polnische Aufstandstradition schrieb und auch in Deutschland durch seine politisch-historischen Reflexionen über den Aufstand von 1863 bekannt wurde (Die zwei Köpfe des Adlers, dt. 1990).

## Nach 1989
Die polnische Literatur hat in den 1980er Jahren Talente hervorgebracht, die erst nach der politischen Wende 1989 zur Blüte kamen und sich entfalten konnten. Dazu gehören die beiden Danziger Autoren Paweł Huelle und Stefan Chwin, die die Tradition der Danziger Literatur weiterführen. Außerdem ist die Zeit nach 1989 geprägt von der Rückkehr der Exilanten wie Czesław Miłosz und Sławomir Mrożek. Ein Höhepunkt der 1990er Jahre in der polnischen Literatur war die Verleihung des Nobelpreises an die Lyrikerin Wisława Szymborska 1996. Zu den literarischen Hoffnungen der jungen Generation gehören Andrzej Stasiuk, Olga Tokarczuk und die junge Dorota Masłowska, die 1983 geboren wurde und damit die erste nennenswerte Autorin ist, die in der postkommunistischen Ära aufwuchs. 

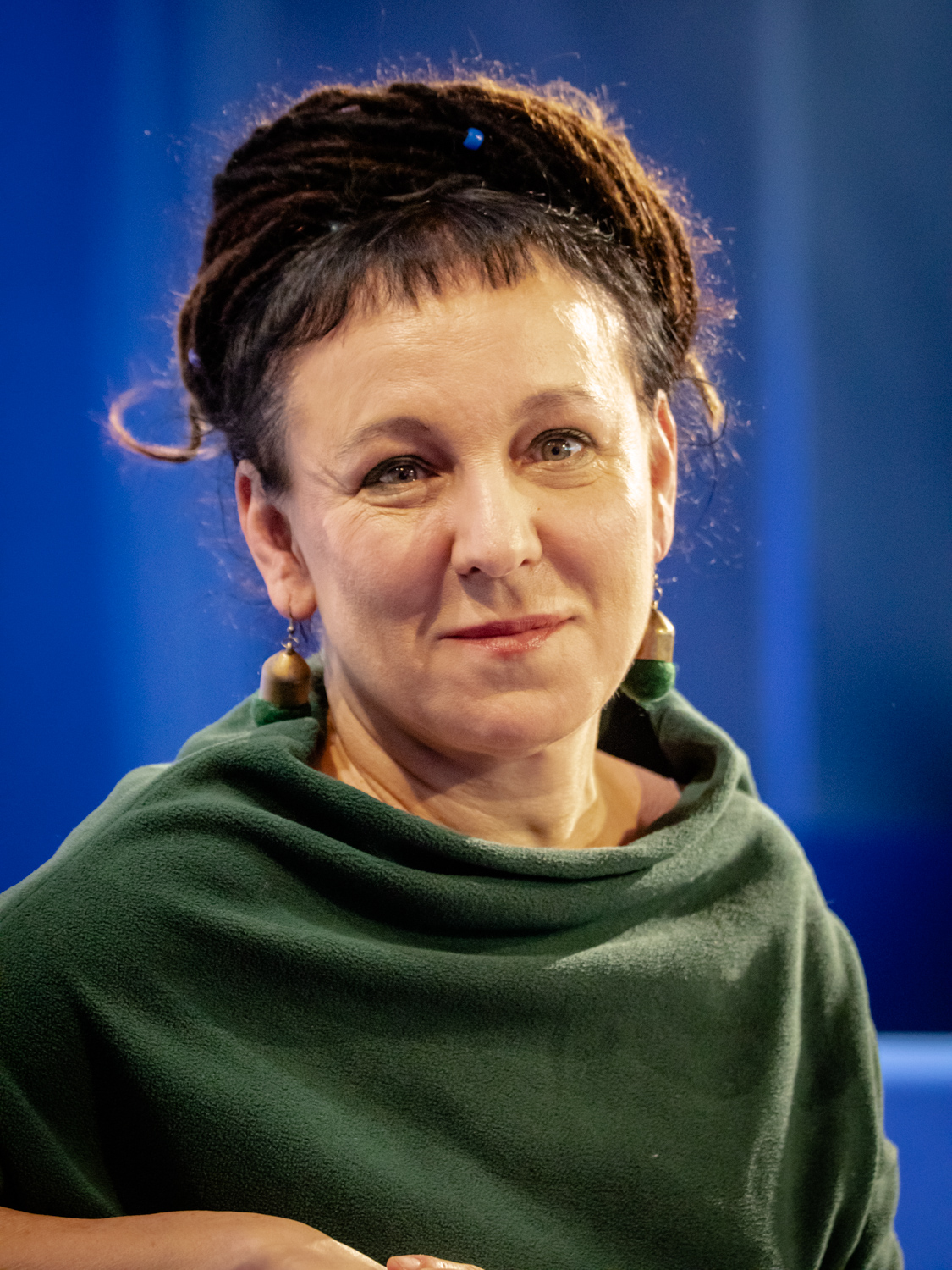
Olga Tokarczuk

Eine bedeutende Rolle in der neuesten polnischen Literatur spielen Science-Fiction und Fantasy. Als die profiliertesten Verlage haben sich in diesem Bereich SuperNOWA und Fabryka Słów hervorgetan. Zu den wichtigsten Autoren gehören Jacek Dukaj, Andrzej Sapkowski, Jacek Piekara, Rafał A. Ziemkiewicz, Andrzej Pilipiuk, Jarosław Grzędowicz, Feliks W. Kres. Jährlich wird der renommierte Janusz-A.-Zajdel-Preis für den besten Roman und die beste Novelle vergeben.

## Polnische Literaturnobelpreisträger
Bisher erhielten polnische Schriftsteller fünfmal den Literaturnobelpreis: 1905 (Henryk Sienkiewicz), 1924 (Władysław Reymont), 1980 (Czesław Miłosz), 1996 (Wisława Szymborska) und 2018 (Olga Tokarczuk).